# Hard edge
Hard Edge (veu anglesa) és un gènere artístic que s'expressa bàsicament mitjançant tècniques pictòriques en què es troben transicions abruptes entre àrees de color, que generalment són d'un sol color, sovint primari, invariable. Les transicions de color es donen moltes vegades al llarg de línies rectes. Predominen les línies geomètriques. Aquest estil està relacionat amb l'abstracció geomètrica, l'Op Art, l'art abstracte, i el Color Field i sorgeix com una reacció a l'expressionisme abstracte. Un dels seus principals artistes fou Ellsworth Kelly. L'estil recorda obres anteriors de pintors com Kasimir Malevich, Vassili Kandinski, Theo van Doesburg, Josef Albers i Piet Mondrian. Altres artistes associats amb la pintura Hard Edge són Ilya Bolotowsky, Richard Anuszkiewicz, Victor Vasarely, Bridget Riley, Max Bill, Nassos Daphnis, Agnes martin, Myron Stout, Al Held, Ludwig Sander, Burgoyne Diller, Ellsworth Kelly, Alexander Liberman, Gene Davis, Kenneth Noland, Ad Reinhardt, Frank Stella, Leonidas Polk Smith, Peter Halley, Robert Indiana, Günther C. Kirchberg, George Karl Pfahler i Jack Youngerman.
El terme va ser encunyat per l'escriptor, conservador i crític d'art del Los Angeles Times Jules Langsner el 1959 per descriure el treball de pintors de Califòrnia que, en reacció a les formes més pictòriques o gestuals de l'Expressionisme abstracte, van adoptar una aplicació impersonal de la pintura delineat d'àrees de color amb particular nitidesa i claredat. Aquest enfocament de la pintura abstracta es va estendre en la dècada de 1960.
Altres moviments o estils anteriors també van presentar la característica de les vores nítides, com els precisionistes, que la utilitzaven en els seus treballs. El Hard edge pot ser associat a una o més escoles d'art, però també s'usa com a terme descriptiu, per anomenar aquesta característica quan es troba en qualsevol pintura. Les pintures Hard edge poden ser tant figuratives com abstractes.
A finals de 1950, Langsner i Peter Selz, llavors professor a Claremont, van observar un vincle comú entre els treballs recents de John McLaughlin, Karl Benjamin, Frederick Hammersley, Lorser Feitelson i seva dona Helen Lundeberg.
El grup es van reunir a casa de Feitelson per parlar d'una exposició col·lectiva d'aquest nou estil de pintura no figurativa. Comissariada per Langsner, l'exposició Four Abstract Classicists es va inaugurar al Los Angeles County Museum of Art el 1959. Helen Lundeberg no es va incloure en l'exposició.
Four Abstract Classicists fou subtitulada Califòrnia Hard-edge pel crític d'art britànic i comissari Lawrence Alloway, quan l'exposició va viatjar a Anglaterra i Irlanda. El terme va entrar en ampli ús després que Alloway el fes servir per descriure l'estil americà contemporani barrejat amb la pintura abstracta geomètrica fent servir una "economia de la forma", "plenitud de color" i "neteja de la superfície".
El 1964, una segona gran exposició de curta durada comissariada pel mateix Jules Langsner es va celebrar al Pavilion Gallery, a Balboa, Califòrnia (també conegut com el Pavelló de Newport) amb la col·laboració d'Ankrum Gallery, Esther Robles Gallery, Felix Landau Gallery, Ferus Gallery i Heritage Gallery de Los Angeles. L'exposició es va anomenar California Hard-edge painting. En el programa de la mateixa es va incloure obra de Florència Arnold, John Barbour, Larry Bell, Karl Benjamin, John Coplans, Lorser Feitelson, Frederick Hammersley, June Harwood, Helen Lundeberg, John McLaughlin i Dorothy Waldman.
L'any 2000, Tobey C. Moss va comissariar l'exposició Four Abstract Classicists Plus One a la seva galeria de Los Angeles. Els pintors més destacats foren Feitelson, McLaughlin, Hammersley i Benjamin, i va afegir Lundeberg com el cinquè dels pintors Hard edge.
El 2003, Louis Stern Fine Arts va mostrar una exposició retrospectiva titulada Lorser Feitelson and the invention of Hard-edge painting, 1945-1965.. Aquest mateix any, NOHO MODERN va mostrar les obres de June Harwood en una exposició titulada June Harwood: Hard-edge painting Revisited, 1959-1969. El crític d'Art Dave Hicks va solidificar el lloc d'aquests 6 artistes a: The Los Angeles School: Karl Benjamin, Lorser Feitelson, Frederick Hammersley, June Harwood, Helen Lundeberg and John McLaughlin. L'exposició es va celebrar a la Galeria de Ben Maltz de l'Otis Art Institute de Los Angeles entre 2004 i 2005.